# Ouigo España
Ouigo España és una filial de l'empresa estatal francesa SNCF que opera serveis ferroviaris d'alta velocitat a Espanya, després de la liberalització del transport ferroviari de passatgers, amb la marca Ouigo.

Servei de Ouigo a Espanya a partir d'abril de 2023

L'empresa es va fundar el 13 de desembre de 2018 amb la denominació de Rielsfera S.A., i el 28 de setembre de 2020 va canviar de nom a Ouigo España S.A., d'acord amb la marca Ouigo, introduïda prèviament a França per a serveis de baix cost. Abans d'usar la marca Ouigo, Rielsfera considerava usar la marca Falbalá. Després del procés iniciat per Adif anticipant a la liberalització del transport ferroviari de passatgers, al novembre de 2020 va signar l'acord marc que li atorga capacitat en els principals corredors d'alta velocitat.

## Serveis comercials
En el procés de preparació de la liberalització ferroviària del transport de viatgers, Rielsfera va ser pre-adjudicada el paquet C, que cobreix 5 circulacions diàries per sentit en les línies d'alta velocitat Madrid-Frontera francesa, Madrid-Llevant i Madrid-Sevilla/Màlaga, indicant la seva intenció d'usar tots aquests solcs. A causa de la pandèmia de COVID-19 a Espanya, la posada en servei inicial va ser ajornada.
Va iniciar les operacions en la línia d'alta velocitat Madrid-Frontera francesa, atenent les estacions de Madrid-Puerta de Atocha, Saragossa-Delícies, Camp de Tarragona i Barcelona-Sants, el 10 de maig de 2021, sent en aquells dies l'única línia activa de la companyia a Espanya. Un any després, el 7 d'octubre de 2022, es va posar en servei la línia entre Madrid-Chamartín-Clara Campoamor i València-Joaquín Sorolla, amb 5 freqüències diàries per sentit.
| Origen                                      | Parades                                  | Destinació                 | Freqüències               | Millor durada (entre origen i destinació) | Durada total (totes les parades) |                   |
| Corredor Nord-est                           | Corredor Nord-est                        | Corredor Nord-est          | Corredor Nord-est         | Corredor Nord-est                         | Corredor Nord-est                | Corredor Nord-est |
| ------------------------------------------- | ---------------------------------------- | -------------------------- | ------------------------- | ----------------------------------------- | -------------------------------- | ----------------- |
| Madrid - Puerta d'Atocha - Almudena Grandes | Saragossa - Delícies · Camp de Tarragona | Barcelona - Sants          | 5 trens diaris per sentit | 2 hores i 30 minuts                       | 2 hores i 55 minuts              |                   |
| Corredor Est                                |                                          |                            |                           |                                           |                                  |                   |
| Madrid - Chamartín - Clara Campoamor        | -                                        | València - Joaquín Sorolla | 3 trens diaris per sentit | 1 hora i 49 minuts                        | 1 hora i 49 minuts               |                   |
| Madrid - Chamartín - Clara Campoamor        | Albacete - Els Plans                     | Alacant                    | 2 trens diaris per sentit | 2 hores i 20 minutos                      | 2 hores i 20 minutos             |                   |

## Flota
El material utilitzat és de tipus Euroduplex, procedents d'SNCF (sèrie 800) i adaptades per a poder operar sobre la xarxa d'Adif. Compten amb 509 places i amb servei de bar a bord. Es denominen com a sèrie 108 de Ouigo.

## Galeria d'imatges

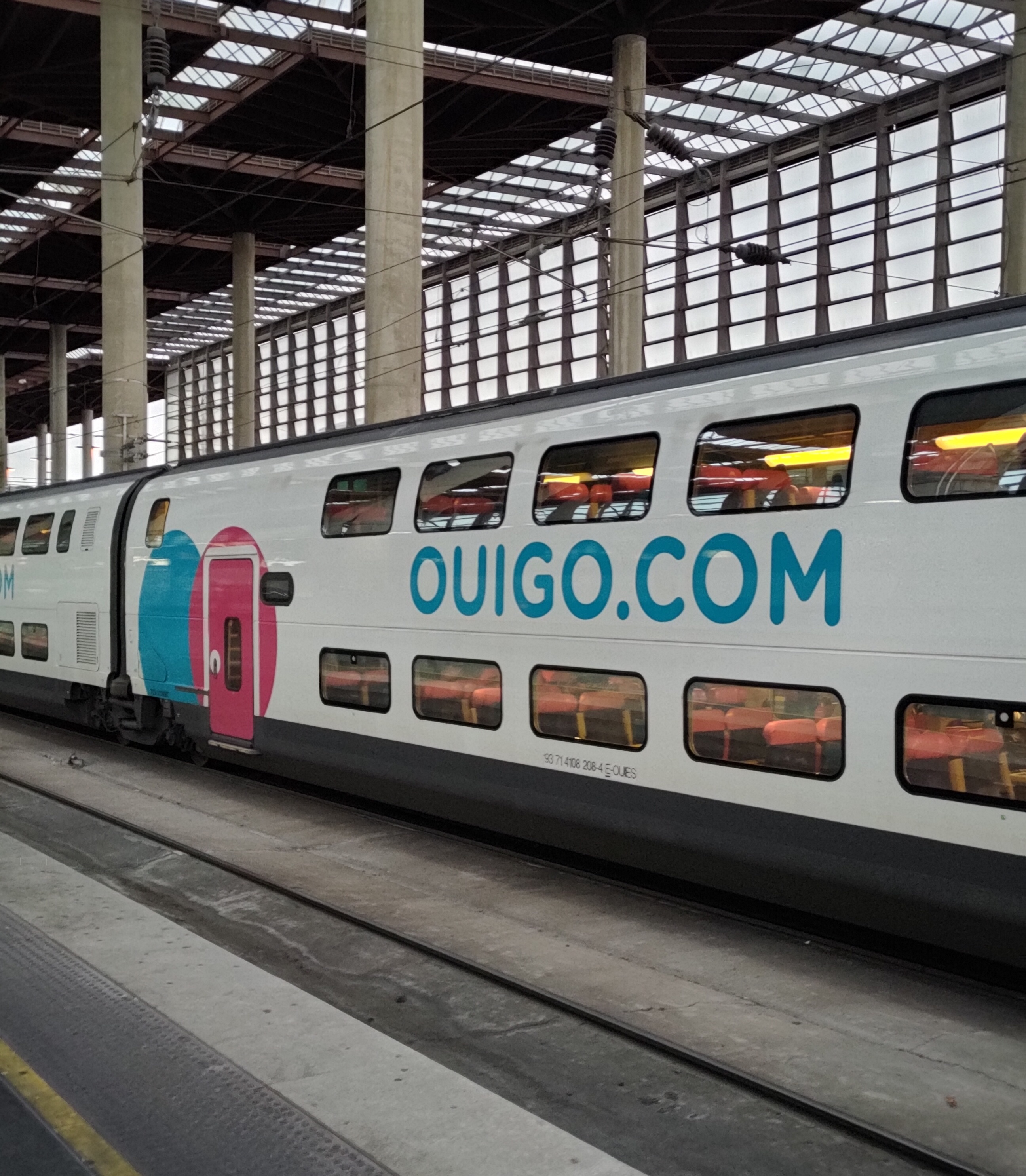
Tren de Ouigo a Atocha, Madrid.
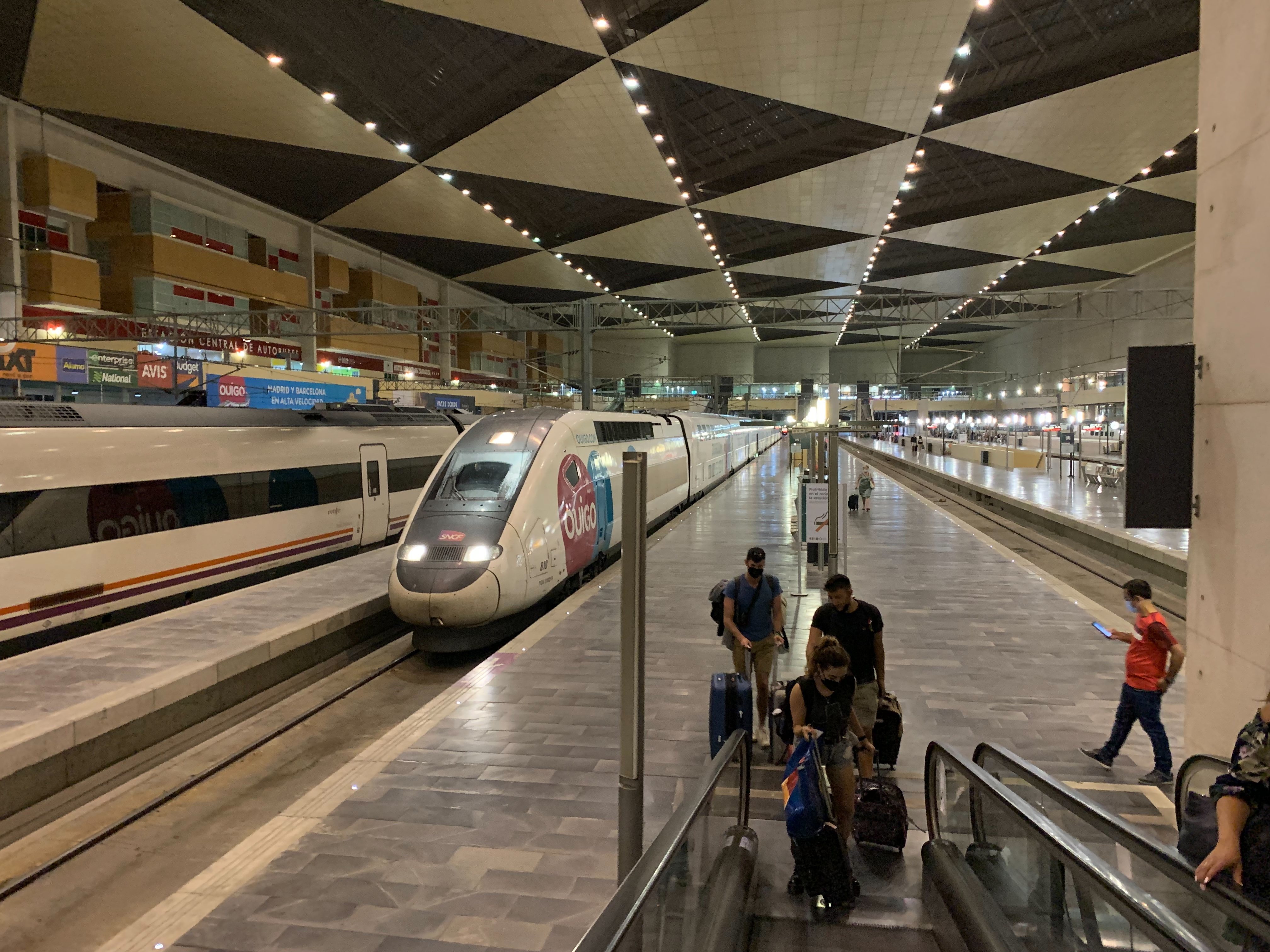
TGV Euroduplex de Ouigo España a Estació de Saragossa-Delicias